# 炎汝高速公路
炎汝高速公路指湖南省境内炎陵至汝城之间的高速公路，为湖南省规划的“五纵七横”高速公路网中的第一纵平汝高速公路中的最南段。沿线经过炎陵、桂东和汝城三县，起点接炎陵县三河镇泉南高速衡炎段炎帝陵连接线，沿106国道经龙渣以隧道至桂东，在汝城县到达粤界湖南一侧的大麻溪，接仁深高速公路，全长151.048公里，并设置有通往桂东县城连接线30.9公里。主线为双向四车道，设计时速80公里，路基宽24.5米；通往桂东县城连接线的设计时速60公里，路基宽10米，为两车道二级公路标准。工程估算总投资118.13亿元，于2009年5月27日动工，计划2013年7月竣工。
设施方面，主线有特大桥2座，大桥108座，中桥41座，小桥178座，桥梁占新建里程的28.06%，全线隧道总长32.417公里共计32座，占新建里程的22.25%。互通立交9处，通道55处，分离式立交19处。设主线收费站1处，匝道收费站8处；拟设服务区3处（炎陵、桂东、汝城各1处），停车区3处（炎陵县、桂东县和汝城县各一处）。桂东连接线设中小桥9座，设隧道1座。

## 链接
- 广东省长大公路工程有限公司 （页面存档备份，存于）
- 广东省交通公众网：《粤湘高速公路博罗至深圳段土建工程施工招标资格预审公告》 （页面存档备份，存于）